# Старорусский район
Старорусский район — административно-территориальная единица (район) и муниципальное образование (муниципальный район) в составе Новгородской области Российской Федерации.
Административный центр — город Старая Русса.

## География
Площадь — 3 111,36 км².
Основные реки — Полисть, Порусья, Тулебля, Псижа, Перехода, Снежа, Редья. Крупное озеро Ильмень на севере района, а также: Чагодовское, Сереберское, Дехино, Блуденское.
На юго-западе граничит с Поддорским районом, на западе — с Волотовским районом, на востоке с Парфинским районом, на северо-западе с Шимским районом, на юго-востоке с Демянским и Марёвским районами.

## История
Территория района до конца 1926 года входила в Старорусский уезд Новгородской губернии.
- до 1708 года составе — Земли Новгородской, (подчинена Московскому княжеству с 1478 году) (на территории Деревской и Шелонской пятин).
- с 1708 года в составе Ингерманландской губернии.
- с 1727 года в составе Новгородской губернии.
- с 1926 года в составе Северо-Западной области.
- на 1 января 1926 года в Старой Руссе проживало 21 511 человек;

1 августа 1927 года был образован Старорусский район в составе Новгородского округа Ленинградской области. В состав района вошли город Старая Русса и следующие сельсоветы бывшего Старорусского уезда:
- из Астриловской волости: Астриловский, Бельский, Высоцкий, Ивановский, Котицкий, Новинский, Соченский, Черенцовский
- из Воскресенской волости: Большегорбовский, Великосельский, Ефремовский, Зехинский, Подцепочский, Троховский, Шотовский
- из Городецкой волости: Евановский
- из Дубровской волости: Любохновский
- из Коростынской волости: Борисовский, Волковицкий
- из Старорусской волости: Большекозонский, Большеореховский, Взвадский, Дубовицкий, Заболотский, Иванковский, Лазарицкий, Медниковский, Наговский, Парфинский, Пеньковский, Переволоцкий, Сусоловский, Сычевский, Утушкинский, Юрьевский
- из Черенчицкой волости: Рамушевский, Старорамушевский.

В октябре — ноябре 1927 года Большегорбовский с/с был переименован в Кудровский, а Любоховский — в Тулитовский.
В ноябре 1928 года Евановский с/с был переименован в Виленский, а Иванковский — в Киевский. Образованы Дретенский, Нагаткинский, Речно-Котецкий и Соколовский с/с. Упразднены Бельский, Большекозонский, Большеореховский, Волковицкий, Заболотский, Кудровский, Парфинский, Переволоцкий, Подцеповский, Соченский, Старорамушевский и Черенцовский с/с. 4 декабря Новинский с/с был передан в Белебёлковский район, а Шотовский с/с — в Залучский район.
По постановлению Президиума ВЦИК от 20 сентября 1931 года к Старорусскому району был присоединён упразднённый Подгощский район (Бурегский, Веряжский, Витонский, Горцевский, Любынский, Перетерский, Подгощский, Псижский и Угловский с/с).
1 января 1932 года по постановлению Президиума ВЦИК к Старорусскому району была присоединена часть упразднённого Волотовского района — Взглядский, Волотовский, Горицкий, Городецкий и Песковский с/с. Любынский и Угловский с/с были переданы в Солецкий район.
15 февраля 1935 года Волотовский район был восстановлен и образован Шимский район в том числе и из части территории Старорусского района. Взглядский, Волотовский, Горицкий, Городецкий и Песковский с/с отошли Волотовскому району; Веряжский, Витонский, Горцевский, Подгощский и Псижский — Шимскому.
11 сентября 1938 года был образован рабочий посёлок Парфино.
Указом Президиума ВС РСФСР от 19 сентября 1939 года Старая Русса преобразована самостоятельную административно-хозяйственную единицу и подчинена непосредственно Леноблисполкому.
Указом Президиума ВС СССР от 5 июля 1944 года была образована Новгородская область. В её состав тогда вошли город областного подчинения Старая Русса и Старорусский район.
8 июня 1954 года были упразднены Великосельский, Виленский, Ефремовский, Ивановский, Киевский, Котицкий, Медниковский, Нагаткинский, Перетерковский, Речно-Котецкий, Сычевский и Тулитовский с/с.
18 сентября 1958 года был образован Виленский с/с.
Указом Президиума ВС РСФСР от 22 июля 1961 года был упразднён Залучский район, а часть его территории была передана в состав Старорусского района (Боровской, Дегтяревский, Дубковский, Залучский, Ляховичский, Матасовский, Рахлицкий, Черенчицкий и Шубинский с/с).
17 августа 1961 года был упразднён Дегтяревский с/с.
С декабря 1962 года по 12 января 1965 года, вовремя неудавшейся всесоюзной реформы по делению на сельские и промышленные районы и парторганизации, в соответствии с решениями ноябрьского (1962 года) пленума ЦК КПСС «о перестройке партийного руководства народным хозяйством», район в числе многих в СССР был временно упразднён (укрупнён). В то время его территория была передана в состав вновь образованного Старорусского сельского района, который также включил в себя Полавский район (без Подберезского сельсовета), сельсоветы Волотовского района (Горицкий, Городецкий, Дёрглецкий, Волотовский, Взглядский, Должинский, Песковский, Славитинский и Старский), сельсовет Кривецкий бывшего Поддорского района, сельсоветы бывшего Шимского района (Веряжский и Псижский и населённые пункты Большая и Малая Витонь, Мстонь и Коростынь Большевитонского сельсовета). Городу областного значения Старой Руссе был административно подчинён рабочий посёлок Парфино. Пленум ЦК КПСС, состоявшийся 16 ноября 1964 года восстановил прежний принцип партийного руководства народным хозяйством. Старорусский сельский район был преобразован в административно-территориальный район. В его состав вошли Астриловский, Борисовский, Боровской, Бурегский, Веряжский, Взвадский, Взглядский, Виленский, Волотовский, Высоцкий, Горицкий, Городецкий, Дворецкий, Дёрглецкий, Должинский, Дретенский, Дубковский, Дубовицкий, Дубровский, Залучский, Зехинский, Кривецкий, Лажинский, Лазарицкий, Ляховичский, Мануйловский, Матасовский, Наговский, Новодеревенский, Пеньковский, Песковский, Полавский, Псижский, Рамушевский, Рахлицкий, Славитинский, Соколовский, Старский, Сусоловский, Троховский, Утушкинский, Шубинский и Юрьевский с/с.
14 апреля 1965 года Соколовский с/с был переименован в Новосельский. 3 ноября в новый Волотовский район были переданы Взглядский, Волотовский, Горицкий, Городецкий, Дёрглецкий, Должинский, Песковский, Славитинский и Старский с/с.
8 апреля 1966 года был упразднён Рахлицкий с/с.
2 декабря 1968 года были образованы Берёзовский и Федорковский с/с. Указом Президиума ВС РСФСР от 13 декабря 1968 года был образован Парфинский район. В него из Старорусского района вошли рабочий посёлок Парфино и 9 с/с: Дворецкий, Дубровский, Лажинский, Лазарицкий, Мануйловский, Новодеревенский, Полавский, Федорковский и Юрьевский.
12 февраля 1973 года Указом Президиума ВС РСФСР был воссоздан Шимский район в который вошёл Веряжский с/с Старорусского района.
11 марта 1974 был упразднён Псижский с/с. 30 июля упразднён Кривецкий с/с. 22 сентября 1975 года упразднён Матасовский с/с. 27 сентября 1976 года упразднён Боровской с/с.
18 октября 1989 года был образован Медниковский с/с.

## Население
| 1939    | 1959    | 1970    | 1979    | 1989    | 2002    | 2006    | 2007    | 2008    |
| ------- | ------- | ------- | ------- | ------- | ------- | ------- | ------- | ------- |
| 107 741 | ↘36 548 | ↘25 338 | ↘19 183 | ↗58 941 | ↘51 725 | ↘49 766 | ↘49 081 | ↘48 524 |
| 2009    | 2010    | 2012    | 2013    | 2014    | 2015    | 2016    | 2017    | 2018    |
| ↘47 850 | ↘46 872 | ↘46 023 | ↘45 655 | ↘45 344 | ↘44 722 | ↘44 270 | ↘43 469 | ↘42 747 |
| 2019    | 2020    | 2021    |         |         |         |         |         |         |
| ↘42 083 | ↘41 493 | ↘38 595 |         |         |         |         |         |         |

### Урбанизация
В городских условиях (город Старая Русса) проживают 71,22 % населения района (2021 год).

### Национальный состав
По итогам переписи населения 2020 года проживали следующие национальности (национальности менее 0,1 % и другое, см. в сноске к строке «Другие»):
| Национальность | Численность, чел. | Доля     |
| -------------- | ----------------- | -------- |
| Русские        | 33 582            | 87,01 %  |
| Украинцы       | 166               | 0,43 %   |
| Белорусы       | 56                | 0,15 %   |
| Другие         | 4791              | 12,41 %  |
| Итого          | 38 595            | 100,00 % |

## Административно-муниципальное устройство
В Старорусский район в рамках административно-территориального устройства входят 8 поселений как административно-территориальных единиц области, в том числе Старорусское с центром в городе Старая Русса, который при этом одновременно является городом областного значения.
В рамках муниципального устройства, одноимённый Старорусский муниципальный район включает 8 муниципальных образований, в том числе 1 городское поселение и 7 сельских поселений:
| №        | Муниципальное образование | Административный центр | Количество населённых пунктов | Население (чел.) | Площадь (км²) |
| -------- | ------------------------- | ---------------------- | ----------------------------- | ---------------- | ------------- |
| 1e-06    | Городское поселение       |                        |                               |                  |               |
| 1        | город Старая Русса        | город Старая Русса     | 3                             | ↘28 374          | 34,87         |
| 1.000002 | Сельское поселение        |                        |                               |                  |               |
| 2        | Великосельское            | деревня Великое Село   | 78                            | ↘1750            | 502,78        |
| 3        | Взвадское                 | деревня Взвад          | 6                             | ↘550             | 163,34        |
| 4        | Залучское                 | село Залучье           | 44                            | ↘984             | 1068,98       |
| 5        | Ивановское                | деревня Ивановское     | 35                            | ↗1196            | 181,64        |
| 6        | Медниковское              | деревня Медниково      | 18                            | ↘1566            | 290,24        |
| 7        | Наговское                 | деревня Нагово         | 66                            | ↘2527            | 507,23        |
| 8        | Новосельское              | посёлок Новосельский   | 40                            | ↘1648            | 362,28        |

Областным законом от 11 ноября 2005 года № 559-ОЗ на территории района было образовано 20 поселений как административно-территориальных единиц области и выделен 1 город районного значения. 1 января 2006 года в рамках муниципального устройства Областным законом от 22 декабря 2004 года N 372-ОЗ на территории муниципального района было образовано 21 муниципальное образование, в том числе одно городское и 20 сельских поселений.
Областным законом от 30 марта 2010 года № 725-ОЗ путём объединения образованы новые муниципальные образования со статусом сельских поселений (поселения): Великосельское, Взвадское, Залучское, Ивановское, Медниковское, Наговское и Новосельское. Соответственно были упразднены сельские поселения (поселения): Астриловское, Большеборское, Большевороновское, Борисовское, Бурегское, Давыдовское, Коровитчинское, Пробужденское, Сусоловское, Святогоршское, Тулебельское и Утушкинское.
Областным законом от 24 марта 2011 года в районе было выделено (восстановлено) Старорусское поселение как административно-территориальная единица области.

### Населённые пункты
В Старорусском районе 290 населённых пунктов.
| №   | Населённый пункт | Тип                     | Население | Муниципальное образование         |
| --- | ---------------- | ----------------------- | --------- | --------------------------------- |
| 1   | Алёксино         | деревня                 | ↘55       | Великосельское сельское поселение |
| 2   | Анишино          | деревня                 | 11        | Медниковское сельское поселение   |
| 3   | Анишино-1        | деревня                 | 233       | Наговское сельское поселение      |
| 4   | Аринино          | деревня                 | →7        | Новосельское сельское поселение   |
| 5   | Астрилово        | деревня                 | ↗218      | Великосельское сельское поселение |
| 6   | Бабье            | деревня                 | ↘9        | Ивановское сельское поселение     |
| 7   | Байково          | деревня                 | →0        | Великосельское сельское поселение |
| 8   | Бакочино         | деревня                 | 238       | Наговское сельское поселение      |
| 9   | Бараново         | деревня                 | ↘29       | Великосельское сельское поселение |
| 10  | Бахмутово        | деревня                 | ↘8        | Наговское сельское поселение      |
| 11  | Бела             | деревня                 | ↘16       | Великосельское сельское поселение |
| 12  | Берёзка          | деревня                 | ↗103      | Великосельское сельское поселение |
| 13  | Берёзно          | деревня                 | 16        | Наговское сельское поселение      |
| 14  | Берёзовец        | деревня                 | 11        | Залучское сельское поселение      |
| 15  | Бологижа         | деревня                 | 0         | Наговское сельское поселение      |
| 16  | Большая Козона   | деревня                 | ↗515      | Новосельское сельское поселение   |
| 17  | Большие Боры     | деревня                 | ↘239      | Великосельское сельское поселение |
| 18  | Большие Горки    | деревня                 | →0        | Великосельское сельское поселение |
| 19  | Большие Гривы    | деревня                 | ↘0        | Ивановское сельское поселение     |
| 20  | Большое Вороново | деревня                 | 209       | Наговское сельское поселение      |
| 21  | Большое Засово   | деревня                 | 37        | Залучское сельское поселение      |
| 22  | Большое Ночково  | деревня                 | →47       | Великосельское сельское поселение |
| 23  | Большое Орехово  | деревня                 | 32        | Наговское сельское поселение      |
| 24  | Большое Учно     | деревня                 | 84        | Наговское сельское поселение      |
| 25  | Большой Ужин     | деревня                 | 79        | Наговское сельское поселение      |
| 26  | Бор              | деревня                 | 0         | Залучское сельское поселение      |
| 27  | Бор              | деревня                 | ↘11       | Новосельское сельское поселение   |
| 28  | Борисово         | деревня                 | 401       | Наговское сельское поселение      |
| 29  | Бородино         | деревня                 | →0        | Ивановское сельское поселение     |
| 30  | Борок            | деревня                 | ↗3        | Ивановское сельское поселение     |
| 31  | Борок            | деревня                 | ↘39       | Новосельское сельское поселение   |
| 32  | Бортниково       | деревня                 | →0        | Великосельское сельское поселение |
| 33  | Брагино          | деревня                 | 9         | Медниковское сельское поселение   |
| 34  | Бракловицы       | деревня                 | ↘2        | Ивановское сельское поселение     |
| 35  | Бубновщина       | деревня                 | 3         | Наговское сельское поселение      |
| 36  | Будомицы         | деревня                 | 8         | Залучское сельское поселение      |
| 37  | Буреги           | деревня                 | ↗370      | Наговское сельское поселение      |
| 38  | Бычково          | деревня                 | 53        | Наговское сельское поселение      |
| 39  | Валтошино        | деревня                 | ↘8        | Наговское сельское поселение      |
| 40  | Василевщина      | деревня                 | ↗26       | Новосельское сельское поселение   |
| 41  | Великое Село     | деревня                 | ↗164      | Великосельское сельское поселение |
| 42  | Великое Село     | деревня                 | 15        | Залучское сельское поселение      |
| 43  | Вересково        | деревня                 | 43        | Наговское сельское поселение      |
| 44  | Верясско         | деревня                 | 11        | Залучское сельское поселение      |
| 45  | Взвад            | деревня                 | 319       | Взвадское сельское поселение      |
| 46  | Виджа            | деревня                 | ↗106      | Ивановское сельское поселение     |
| 47  | Виленка          | деревня                 | 36        | Наговское сельское поселение      |
| 48  | Волковицы        | деревня                 | 54        | Наговское сельское поселение      |
| 49  | Волышово         | деревня                 | ↗17       | Ивановское сельское поселение     |
| 50  | Вошково          | деревня                 | →0        | Ивановское сельское поселение     |
| 51  | Выдерка          | деревня                 | →2        | Великосельское сельское поселение |
| 52  | Высокое          | деревня                 | ↘149      | Великосельское сельское поселение |
| 53  | Высокое          | деревня                 | 3         | Наговское сельское поселение      |
| 54  | Вячково          | деревня                 | ↘10       | Великосельское сельское поселение |
| 55  | Гайново          | деревня                 | ↗9        | Ивановское сельское поселение     |
| 56  | Гарижа           | деревня                 | ↗39       | Ивановское сельское поселение     |
| 57  | Гарь             | деревня                 | 5         | Залучское сельское поселение      |
| 58  | Гачки            | деревня                 | →1        | Великосельское сельское поселение |
| 59  | Глухая Горушка   | деревня                 | ↘5        | Новосельское сельское поселение   |
| 60  | Глушица          | деревня                 | ↗10       | Новосельское сельское поселение   |
| 61  | Голузино         | деревня                 | ↘0        | Великосельское сельское поселение |
| 62  | Горбовастица     | деревня                 | ↘26       | Новосельское сельское поселение   |
| 63  | Горка            | деревня                 | ↘29       | Наговское сельское поселение      |
| 64  | Гостеж           | деревня                 | 44        | Наговское сельское поселение      |
| 65  | Григорово        | деревня                 | ↘45       | Великосельское сельское поселение |
| 66  | Грузово          | деревня                 | ↗36       | Великосельское сельское поселение |
| 67  | Гусино           | деревня                 | ↗4        | Ивановское сельское поселение     |
| 68  | Давыдово         | деревня                 | 261       | Медниковское сельское поселение   |
| 69  | Дедково          | деревня                 | ↗16       | Великосельское сельское поселение |
| 70  | Дедова Лука      | деревня                 | ↘20       | Великосельское сельское поселение |
| 71  | Деревик          | деревня                 | ↗5        | Наговское сельское поселение      |
| 72  | Деревково        | деревня                 | ↗40       | Новосельское сельское поселение   |
| 73  | Долга            | деревня                 | →4        | Ивановское сельское поселение     |
| 74  | Должицы          | деревня                 | ↗2        | Великосельское сельское поселение |
| 75  | Дорожкино        | деревня                 | ↘11       | Великосельское сельское поселение |
| 76  | Дорохново        | деревня                 | →0        | Великосельское сельское поселение |
| 77  | Дретено          | деревня                 | ↗3        | Великосельское сельское поселение |
| 78  | Дроздино         | деревня                 | 39        | Залучское сельское поселение      |
| 79  | Дубки            | деревня                 | ↘13       | Великосельское сельское поселение |
| 80  | Дубки            | деревня                 | 45        | Залучское сельское поселение      |
| 81  | Дубовицы         | деревня                 | 1107      | город Старая Русса                |
| 82  | Дубровка         | деревня                 | 4         | Наговское сельское поселение      |
| 83  | Еваново          | деревня                 | 5         | Наговское сельское поселение      |
| 84  | Евахново         | деревня                 | 11        | Наговское сельское поселение      |
| 85  | Евдокеино        | деревня                 | ↘2        | Ивановское сельское поселение     |
| 86  | Елицы            | деревня                 | 10        | Наговское сельское поселение      |
| 87  | Жежванниково     | деревня                 | ↗1        | Великосельское сельское поселение |
| 88  | Жилино           | деревня                 | ↘13       | Великосельское сельское поселение |
| 89  | Жилой Чернец     | деревня                 | 43        | Наговское сельское поселение      |
| 90  | Жуково           | деревня                 | ↘2        | Новосельское сельское поселение   |
| 91  | Заболотье        | деревня                 | ↘67       | Великосельское сельское поселение |
| 92  | Забытово         | деревня                 | ↘0        | Ивановское сельское поселение     |
| 93  | Загорье          | деревня                 | 6         | Наговское сельское поселение      |
| 94  | Заклинье         | деревня                 | 2         | Наговское сельское поселение      |
| 95  | Залучье          | село                    | ↘553      | Залучское сельское поселение      |
| 96  | Залучье-2        | деревня                 | 16        | Залучское сельское поселение      |
| 97  | Замошье          | деревня                 | →3        | Великосельское сельское поселение |
| 98  | Заречье          | деревня                 | ↘0        | Великосельское сельское поселение |
| 99  | Заробье          | деревня                 | 6         | Залучское сельское поселение      |
| 100 | Зелёная Дубрава  | деревня                 | ↘6        | Великосельское сельское поселение |
| 101 | Зуи              | деревня                 | ↘6        | Новосельское сельское поселение   |
| 102 | Ивановское       | деревня                 | ↘142      | Ивановское сельское поселение     |
| 103 | Иванцево         | деревня                 | 13        | Наговское сельское поселение      |
| 104 | Иловец           | деревня                 | →6        | Великосельское сельское поселение |
| 105 | Ионово           | деревня                 | ↘7        | Наговское сельское поселение      |
| 106 | Ищино            | деревня                 | ↗8        | Новосельское сельское поселение   |
| 107 | Калиново         | деревня                 | ↘5        | Великосельское сельское поселение |
| 108 | Каменка          | деревня                 | ↘0        | Новосельское сельское поселение   |
| 109 | Караваево        | деревня                 | →10       | Великосельское сельское поселение |
| 110 | Кателево         | деревня                 | 75        | Наговское сельское поселение      |
| 111 | Киёво            | деревня                 | 0         | Медниковское сельское поселение   |
| 112 | Клинково         | деревня                 | 26        | Наговское сельское поселение      |
| 113 | Клинково         | деревня                 | ↘5        | Новосельское сельское поселение   |
| 114 | Кобылкино        | деревня                 | 38        | Залучское сельское поселение      |
| 115 | Кобякино         | деревня                 | ↘50       | Великосельское сельское поселение |
| 116 | Козлово          | деревня                 | ↘0        | Новосельское сельское поселение   |
| 117 | Кокорино         | деревня                 | 4         | Залучское сельское поселение      |
| 118 | Кокорино         | деревня                 | ↘1        | Ивановское сельское поселение     |
| 119 | Колома           | деревня                 | 2         | Залучское сельское поселение      |
| 120 | Кондратово       | деревня                 | ↗48       | Ивановское сельское поселение     |
| 121 | Коньшино         | деревня                 | →7        | Ивановское сельское поселение     |
| 122 | Коровитчино      | деревня                 | 126       | Залучское сельское поселение      |
| 123 | Корпово          | деревня                 | 82        | Взвадское сельское поселение      |
| 124 | Корчёвка         | деревня                 | ↗14       | Великосельское сельское поселение |
| 125 | Косино           | деревня                 | ↗6        | Великосельское сельское поселение |
| 126 | Косорово         | деревня                 | ↘24       | Великосельское сельское поселение |
| 127 | Котецко          | деревня                 | ↘5        | Ивановское сельское поселение     |
| 128 | Кочериново       | деревня                 | ↗1853     | Ивановское сельское поселение     |
| 129 | Крекша           | деревня                 | 5         | Наговское сельское поселение      |
| 130 | Кривец           | деревня                 | ↘33       | Великосельское сельское поселение |
| 131 | Кривец           | деревня                 | ↘10       | Ивановское сельское поселение     |
| 132 | Крюково          | деревня                 | 4         | Медниковское сельское поселение   |
| 133 | Кудрово          | деревня                 | 65        | Медниковское сельское поселение   |
| 134 | Кукуй            | деревня                 | 3         | Залучское сельское поселение      |
| 135 | Кулаково         | деревня                 | 21        | Залучское сельское поселение      |
| 136 | Леохново         | деревня                 | 0         | Наговское сельское поселение      |
| 137 | Липецко          | деревня                 | ↘8        | Наговское сельское поселение      |
| 138 | Лисьи Горки      | деревня                 | ↗8        | Новосельское сельское поселение   |
| 139 | Лозницы          | деревня                 | 28        | Залучское сельское поселение      |
| 140 | Лосытино         | деревня                 | ↗21       | Новосельское сельское поселение   |
| 141 | Лука             | деревня                 | 0         | Залучское сельское поселение      |
| 142 | Лукино           | деревня                 | 65        | Наговское сельское поселение      |
| 143 | Луньшино         | деревня                 | 286       | Наговское сельское поселение      |
| 144 | Лучки            | деревня                 | ↘9        | Великосельское сельское поселение |
| 145 | Лучки            | деревня                 | ↗4        | Ивановское сельское поселение     |
| 146 | Лядинки          | деревня                 | ↗23       | Великосельское сельское поселение |
| 147 | Лядинки          | деревня                 | 17        | Наговское сельское поселение      |
| 148 | Ляховичи         | деревня                 | 65        | Залучское сельское поселение      |
| 149 | Маврино          | деревня                 | ↗13       | Новосельское сельское поселение   |
| 150 | Малая Козона     | деревня                 | ↗43       | Ивановское сельское поселение     |
| 151 | Малое Вороново   | деревня                 | 87        | Наговское сельское поселение      |
| 152 | Малое Орехово    | деревня                 | 15        | Наговское сельское поселение      |
| 153 | Малые Горбы      | деревня                 | 31        | Медниковское сельское поселение   |
| 154 | Малый Ужин       | деревня                 | 19        | Наговское сельское поселение      |
| 155 | Марково          | деревня                 | →2        | Великосельское сельское поселение |
| 156 | Марфино          | деревня                 | ↗27       | Новосельское сельское поселение   |
| 157 | Матасово         | деревня                 | 2         | Залучское сельское поселение      |
| 158 | Медведово        | деревня                 | ↘24       | Новосельское сельское поселение   |
| 159 | Медниково        | деревня                 | 1360      | Медниковское сельское поселение   |
| 160 | Межник           | деревня                 | ↗15       | Великосельское сельское поселение |
| 161 | Местцы           | деревня                 | 18        | Залучское сельское поселение      |
| 162 | Месяцево         | деревня                 | →0        | Великосельское сельское поселение |
| 163 | Мирогоща         | деревня                 | 4         | Взвадское сельское поселение      |
| 164 | Муравьёво        | деревня                 | 74        | Наговское сельское поселение      |
| 165 | Нагаткино        | деревня                 | ↗249      | Новосельское сельское поселение   |
| 166 | Нагово           | деревня                 | 347       | Наговское сельское поселение      |
| 167 | Нефедьево        | деревня                 | →0        | Великосельское сельское поселение |
| 168 | Нехотицко        | деревня                 | ↗167      | Великосельское сельское поселение |
| 169 | Нечаино          | деревня                 | 24        | Наговское сельское поселение      |
| 170 | Новая Деревня    | деревня                 | ↘0        | Великосельское сельское поселение |
| 171 | Новинки          | деревня                 | ↘6        | Великосельское сельское поселение |
| 172 | Новое Рамушево   | деревня                 | 5         | Медниковское сельское поселение   |
| 173 | Новое Солобско   | деревня                 | 8         | Наговское сельское поселение      |
| 174 | Новоселье        | деревня                 | 63        | Залучское сельское поселение      |
| 175 | Новосельский     | посёлок                 | ↗698      | Новосельское сельское поселение   |
| 176 | Новые Горки      | деревня                 | 14        | Залучское сельское поселение      |
| 177 | Ночевалово       | деревня                 | ↘20       | Ивановское сельское поселение     |
| 178 | Овинцево         | деревня                 | 1         | Наговское сельское поселение      |
| 179 | Ожедово          | деревня                 | ↘5        | Новосельское сельское поселение   |
| 180 | Омычкино         | деревня                 | 11        | Залучское сельское поселение      |
| 181 | Острые Луки      | деревня                 | →26       | Великосельское сельское поселение |
| 182 | Отвидино         | деревня                 | 14        | Взвадское сельское поселение      |
| 183 | Отока            | деревня                 | ↗18       | Наговское сельское поселение      |
| 184 | Парышево         | деревня                 | →1        | Великосельское сельское поселение |
| 185 | Пашниково        | деревня                 | →15       | Великосельское сельское поселение |
| 186 | Пенно            | деревня                 | ↘10       | Новосельское сельское поселение   |
| 187 | Пеньково         | деревня                 | 122       | Наговское сельское поселение      |
| 188 | Переволока       | деревня                 | ↘0        | Великосельское сельское поселение |
| 189 | Пестово          | деревня                 | ↗2        | Великосельское сельское поселение |
| 190 | Пестово          | деревня                 | 38        | Наговское сельское поселение      |
| 191 | Петрухново       | деревня                 | ↘12       | Великосельское сельское поселение |
| 192 | Пинаевы Горки    | деревня                 | 199       | Залучское сельское поселение      |
| 193 | Погостище        | деревня                 | 4         | Залучское сельское поселение      |
| 194 | Подборовка       | деревня                 | 105       | Взвадское сельское поселение      |
| 195 | Подборовье       | деревня                 | 47        | Медниковское сельское поселение   |
| 196 | Подолжино        | деревня                 | 4         | Залучское сельское поселение      |
| 197 | Подоложь         | деревня                 | ↘22       | Наговское сельское поселение      |
| 198 | Подтеремье       | деревня                 | 11        | Наговское сельское поселение      |
| 199 | Подцепочье       | деревня                 | ↘64       | Новосельское сельское поселение   |
| 200 | Полуково         | деревня                 | →1        | Великосельское сельское поселение |
| 201 | Поречье          | деревня                 | 0         | Наговское сельское поселение      |
| 202 | Приплекино       | деревня                 | ↘1        | Новосельское сельское поселение   |
| 203 | Пробуждение      | деревня                 | ↗176      | Новосельское сельское поселение   |
| 204 | Псижа            | деревня                 | ↗58       | Наговское сельское поселение      |
| 205 | Псковитино       | деревня                 | ↘9        | Новосельское сельское поселение   |
| 206 | Пуговкино        | деревня                 | 10        | Наговское сельское поселение      |
| 207 | Пустой Чернец    | деревня                 | 35        | Наговское сельское поселение      |
| 208 | Пустошка         | деревня                 | →4        | Великосельское сельское поселение |
| 209 | Пустошка         | деревня                 | 46        | Залучское сельское поселение      |
| 210 | Пустошь          | деревня                 | →42       | Наговское сельское поселение      |
| 211 | Разлив           | деревня                 | 39        | Наговское сельское поселение      |
| 212 | Рамушево         | деревня                 | 109       | Медниковское сельское поселение   |
| 213 | Ратно            | деревня                 | ↘3        | Ивановское сельское поселение     |
| 214 | Ратча            | деревня                 | ↗11       | Новосельское сельское поселение   |
| 215 | Рахлицы          | деревня                 | 7         | Залучское сельское поселение      |
| 216 | Рашуча           | деревня                 | 10        | Наговское сельское поселение      |
| 217 | Ретлё            | деревня                 | →33       | Наговское сельское поселение      |
| 218 | Речные Котцы     | деревня                 | ↗39       | Великосельское сельское поселение |
| 219 | Рощино           | деревня                 | 0         | город Старая Русса                |
| 220 | Ручьевые Котцы   | деревня                 | ↗20       | Великосельское сельское поселение |
| 221 | Рыто             | деревня                 | 2         | Залучское сельское поселение      |
| 222 | Савкино          | деревня                 | 15        | Наговское сельское поселение      |
| 223 | Садовая          | деревня                 | ↘11       | Новосельское сельское поселение   |
| 224 | Садово           | деревня                 | 3         | Медниковское сельское поселение   |
| 225 | Санаковщина      | деревня                 | →15       | Новосельское сельское поселение   |
| 226 | Сбышево          | деревня                 | →5        | Великосельское сельское поселение |
| 227 | Святогорша       | деревня                 | ↗207      | Ивановское сельское поселение     |
| 228 | Севриково        | деревня                 | ↗8        | Новосельское сельское поселение   |
| 229 | Селькава         | деревня                 | →1        | Великосельское сельское поселение |
| 230 | Сёмкина Горушка  | деревня                 | →1        | Новосельское сельское поселение   |
| 231 | Скрипково        | деревня                 | ↘128      | Ивановское сельское поселение     |
| 232 | Соболево         | деревня                 | 61        | Медниковское сельское поселение   |
| 233 | Соколово         | деревня                 | ↗36       | Новосельское сельское поселение   |
| 234 | Солобско         | деревня                 | ↘40       | Наговское сельское поселение      |
| 235 | Сопки            | деревня                 | ↗3        | Великосельское сельское поселение |
| 236 | Сорокопенно      | деревня                 | 0         | Залучское сельское поселение      |
| 237 | Сосница          | деревня                 | ↗21       | Великосельское сельское поселение |
| 238 | Сотско           | деревня                 | ↘31       | Великосельское сельское поселение |
| 239 | Средняя Ловать   | деревня                 | 41        | Залучское сельское поселение      |
| 240 | Старая Пересса   | деревня                 | 4         | Залучское сельское поселение      |
| 241 | Старая Русса     | город                   | ↘27 487   | город Старая Русса                |
| 242 | Стариково        | деревня                 | 10        | Медниковское сельское поселение   |
| 243 | Старина          | деревня                 | ↗49       | Великосельское сельское поселение |
| 244 | Старое Рамушево  | деревня                 | 3         | Медниковское сельское поселение   |
| 245 | Старые Горки     | деревня                 | 0         | Залучское сельское поселение      |
| 246 | Сусолово         | деревня                 | ↗347      | Великосельское сельское поселение |
| 247 | Сысоново         | деревня                 | ↗5        | Великосельское сельское поселение |
| 248 | Тарлаево         | деревня                 | →0        | Великосельское сельское поселение |
| 249 | Теремово         | деревня                 | →20       | Новосельское сельское поселение   |
| 250 | Толочно          | деревня                 | ↗8        | Ивановское сельское поселение     |
| 251 | Трохово          | деревня                 | →4        | Ивановское сельское поселение     |
| 252 | Трошково         | деревня                 | →0        | Ивановское сельское поселение     |
| 253 | Трухново         | деревня                 | ↘1        | Ивановское сельское поселение     |
| 254 | Трухново         | деревня                 | 1         | Наговское сельское поселение      |
| 255 | Тулебля          | деревня                 | ↘98       | Великосельское сельское поселение |
| 256 | Тулебля          | железнодорожная станция | →267      | Великосельское сельское поселение |
| 257 | Тургора          | деревня                 | →1        | Великосельское сельское поселение |
| 258 | Турово           | деревня                 | ↗12       | Великосельское сельское поселение |
| 259 | Ужин             | деревня                 | 3         | Наговское сельское поселение      |
| 260 | Устрека          | деревня                 | 237       | Наговское сельское поселение      |
| 261 | Устье            | деревня                 | →0        | Ивановское сельское поселение     |
| 262 | Утушкино         | деревня                 | ↘83       | Ивановское сельское поселение     |
| 263 | Учно             | деревня                 | →0        | Новосельское сельское поселение   |
| 264 | Филатово         | деревня                 | 7         | Медниковское сельское поселение   |
| 265 | Фларёво          | деревня                 | ↘18       | Великосельское сельское поселение |
| 266 | Харино           | деревня                 | →5        | Великосельское сельское поселение |
| 267 | Харушино         | деревня                 | →0        | Великосельское сельское поселение |
| 268 | Хилово           | деревня                 | →20       | Великосельское сельское поселение |
| 269 | Хмели            | деревня                 | 5         | Залучское сельское поселение      |
| 270 | Ходыни           | деревня                 | 20        | Залучское сельское поселение      |
| 271 | Хорошово         | деревня                 | ↘7        | Ивановское сельское поселение     |
| 272 | Хутонька         | деревня                 | 7         | Наговское сельское поселение      |
| 273 | Цапово           | деревня                 | ↗6        | Новосельское сельское поселение   |
| 274 | Черенчицы        | деревня                 | 52        | Залучское сельское поселение      |
| 275 | Чернышово        | деревня                 | ↗1        | Новосельское сельское поселение   |
| 276 | Чертицко         | деревня                 | 114       | Взвадское сельское поселение      |
| 277 | Чижово           | деревня                 | →0        | Ивановское сельское поселение     |
| 278 | Чириково         | деревня                 | ↘22       | Новосельское сельское поселение   |
| 279 | Чудиново         | деревня                 | →7        | Великосельское сельское поселение |
| 280 | Шапкино          | деревня                 | 16        | Медниковское сельское поселение   |
| 281 | Шахово           | деревня                 | 2         | Медниковское сельское поселение   |
| 282 | Шейкино          | деревня                 | ↘13       | Великосельское сельское поселение |
| 283 | Шелгуново        | деревня                 | 74        | Залучское сельское поселение      |
| 284 | Шишиморово       | деревня                 | 45        | Наговское сельское поселение      |
| 285 | Шотово           | деревня                 | 15        | Залучское сельское поселение      |
| 286 | Шубино           | деревня                 | 15        | Залучское сельское поселение      |
| 287 | Шубино           | посёлок                 | 57        | Залучское сельское поселение      |
| 288 | Шумилкино        | деревня                 | 30        | Залучское сельское поселение      |
| 289 | Щетинкино        | деревня                 | →1        | Великосельское сельское поселение |
| 290 | Яблоново         | деревня                 | ↗64       | Новосельское сельское поселение   |

## Местное самоуправление
Главы района
- 2010—30.05.2016 — Быков Андрей Викторович[30][31]
- 30.05.2016 — 03.07.2018 Бордовский Василий Владимирович[31][32]
- 26.10.2018 — Розбаум Александр Рихардович[33]

## Экономика

### Промышленность
2011 год объём отгруженных товаров обрабатывающие производства (по крупным и средним организациям) 4,1 млрд руб.
Машиностроение и металлообработка
- ОАО «123 Авиационный ремонтный завод»
- ОАО «Старорусприбор»
- ООО "Завод Химмаш"
- МУП МТС «Старорусская»
- ОАО «Старорусский АРЗ» и СТ ЗАО «РКТМ СПб» (производство холодного металлопроката и строительных профилей. Работает свыше 100 человек).

Пищевая промышленность
- ООО «Лакто-Новгород» (переработка молока)
- ООО «Старорусский мясной двор» (переработка мяса)
- ООО «Русь»
- ООО «Фортуна» (мясные и плодоовощных консервы)
- ООО «Старорусские пекарни и кондитерские» (бывший ОАО «Старорусский хлеб»)
- ОАО "КПП «Старорусский»
- ООО «Дельта-стикс» (переработка рыбы)

Энергетика
- филиал «Теплоэнерго г. Старая Русса и Старорусского района»

### Сельское хозяйство
Сельскохозяйственным производством в районе занимаются 19 сельскохозяйственных предприятий (из них 6 рыболовецких), некоторые из них:
- ЗАО «Рассвет» (Молочное животноводство)
- СПК им. Ильича (Молочное животноводство)
- СПК «Союз» (Молочное животноводство)
- СПК «Путь Ленина» (Молочное животноводство)
- ООО «Великое Село» (молочное животноводство)
- ООО «Старорусское» (Птицеводство, Куриное яйцо)
- СПК «Колос» (животноводство)
- СПК «Налишки» (животноводство)
- СПК «Красный Рыбак» (рыблоловство)
- ООО «Астрилово» (мясное животноводство)

В районе имеется 57 фермерских и рыболовецко-крестьянских хозяйств, в них занято 190 человек, из них 128 человек занимается промышленным выловом рыбы.
Более 13 тысяч личных подсобных хозяйств.

### Лесопользование
- Старорусский лесхоз (в том числе и посадка лесных культур)
- ОАО «Светогорск».

## Транспорт
Через район проходят железнодорожные ветки, связывающие Старую Руссу с Москвой,Псковом и Таллином. Перевозки пассажиров по территории района и между городами осуществляют четыре специализированных автопредприятия, имеются 12 городских автобусных маршрутов, а также 16 внутренних районных и 12 междугородних.
В Старой Руссе находится аэродром экспериментальной авиации, используемый для испытания самолётовпосле их ремонта на ОАО «123 авиаремонтный завод».

## Достопримечательности

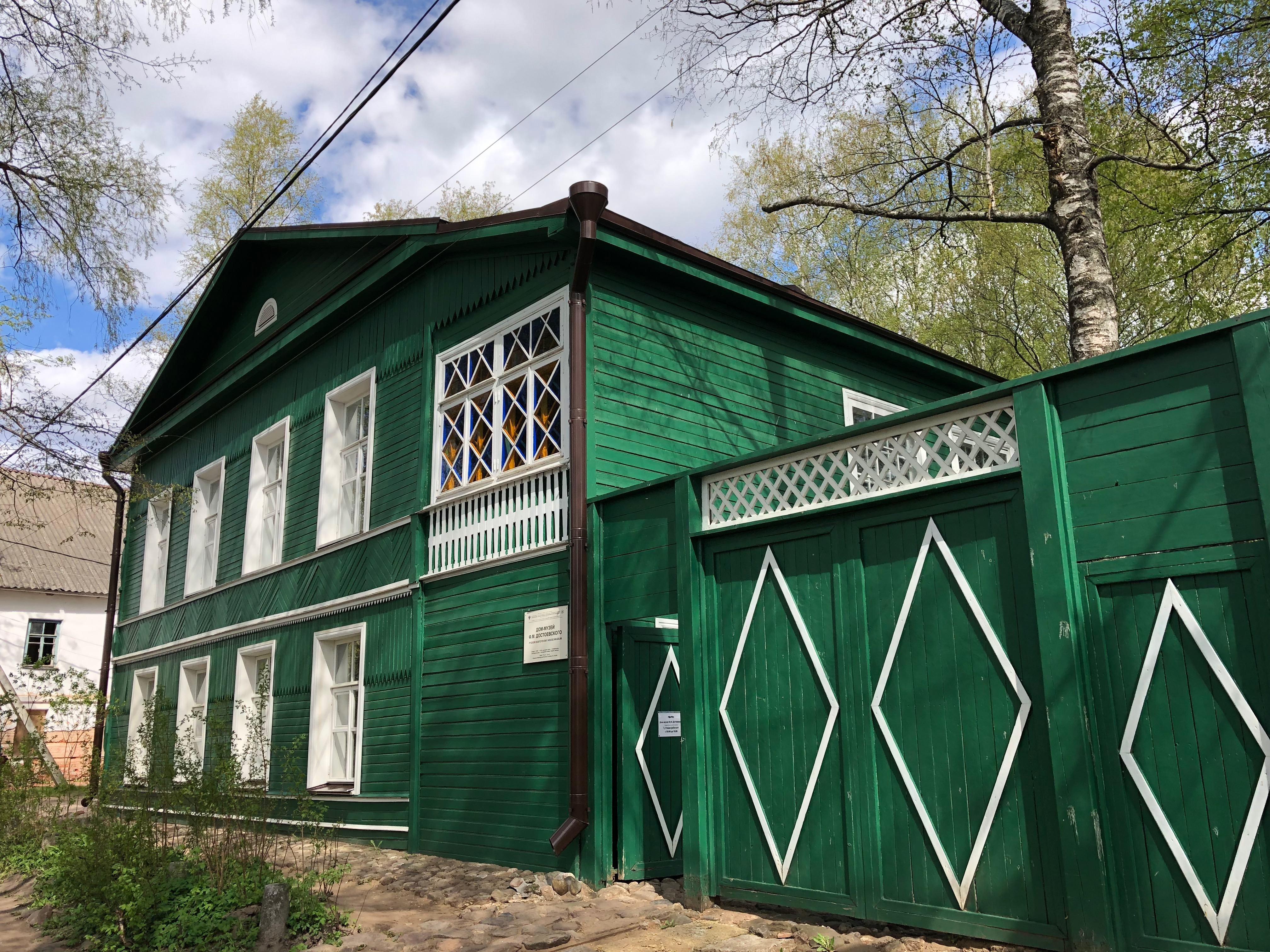
Дом-музей Ф. М. Достоевского

- Дом-музей Ф. М. ДостоевскогоХотя  выбор Старой Руссы как места летнего отдыха был в достаточной мере случайным, она на  8 лет становится  родным городом для Федора Михайловича Достоевского и на 46 лет для его  семьи[34]. В Старой Руссе впоследствии будут написаны романы «Бесы», «Подросток», «Братья Карамазовы», Пушкинская речь, статьи для «Дневника писателя».
- 20 ноября 1968 года у дороги от озера Ильмень до деревни Буреги был установлен обелиск, а 19 мая 2000 года в деревне Заднее Поле состоялось открытие мемориала братского захоронения в честь Якутских стрелков, погибших в боях в Приильменье за освобождение Старорусского района от немецко-фашистских захватчиков в 1943 году.